# Pycnodictya carvalhoi
Pycnodictya carvalhoi är en insektsart som beskrevs av Mason, J.B. 1979. Pycnodictya carvalhoi ingår i släktet Pycnodictya och familjen gräshoppor. Inga underarter finns listade i Catalogue of Life.